# Makedonski Telekom
Makedonski Telekom AD – północnomacedoński dostawca usług telekomunikacyjnych z siedzibą w Skopju. Stanowi część grupy Magyar Telekom.
Przedsiębiorstwo zostało założone w 1997 roku.